# 31e cérémonie des Tony Awards
La 31e cérémonie des Tony Awards a eu lieu le 5 juin 1977 au Shubert Theatre de Broadway et fut retransmise sur CBS. La cérémonie récompensait les productions de Broadway en cours pendant la saison 1977-1978.

## Cérémonie
La cérémonie présentée par Jonathan Winters fut retransmise sur ABC.
Le thème de la cérémonie était "survivor" ("survivants") et chaque présentateur a interprété une chanson sur le thème de la persévérance et la détermination dont "I'm Still Here", "Before the Parade Passes By", "Don't Rain on My Parade", "September Song", "You'll Never Walk Alone", "New York City Rhythm", "Climb Ev'ry Mountain" et "Being Alive".

### Prestations
Lors de la soirée, plusieurs personnalités se sont succédé pour la présentation des prix dont ; Jack Albertson, Beatrice Arthur, Buddy Ebsen, Damon Evans, Jean Stapleton, Leslie Uggams, Diana Ross, Jane Alexander, Alan Arkin, Lauren Bacall, Valerie Harper, Barry Manilow, Robert Preston, Tony Randall et Lily Tomlin.
Plusieurs spectacles musicaux présentèrent quelques numéros en live :
- Annie ("You're Never Fully Dressed Without A Smile"/"Easy Street"/"Tomorrow" - Andrea McArdle, Dorothy Loudon et la troupe)
- Happy End ("Bilbao Song" - la troupe)
- I Love My Wife ("I Love My Wife"/"Married Couple Seeks Married Couple"/"Hey There, Good Times" - la troupe)
- Side by Side by Sondheim ("I'm Still Here" - Millicent Martin)

## Palmarès
| Meilleure pièce | Meilleure comédie musicale |
| --- | --- |
| - The Shadow Box – Michael Cristofer - For Colored Girls Who Have Considered Suicide / When the Rainbow Is Enuf – Ntozake Shange - Otherwise Engaged – Simon Gray - Streamers – David Rabe                                                                                            | - Annie - Happy End - I Love My Wife - Side by Side by Sondheim |
| Production la plus innovante d'une reprise | Meilleur livret |
| - Porgy and Bess - Blanches colombes et vilains messieurs - La Cerisaie - L'Opéra de quat'sous | - Thomas Meehan – Annie - Elisabeth Hauptmann – Happy End - Michael Stewart – I Love My Wife - Vinnette Carroll – Your Arms Too Short to Box with God |
| Meilleur acteur dans une pièce | Meilleure actrice dans une pièce |
| - Al Pacino – The Basic Training of Pavlo Hummel dans le rôle de Pavlo Hummel - Tom Courtenay – Otherwise Engaged dans le rôle de Simon - Ben Gazzara – Qui a peur de Virginia Woolf ? dans le rôle de George - Ralph Richardson – No Man's Land dans le rôle de Hirst                | - Julie Harris – The Belle of Amherst dans le rôle de plusieurs personnages - Colleen Dewhurst – Qui a peur de Virginia Woolf ? dans le rôle de Martha - Liv Ullmann – Anna Christie dans le rôle d'Anna Christopherson - Irene Worth – La Cerisaie dans le rôle de Ranevskaya                       |
| Meilleur acteur dans une comédie musicale | Meilleure actrice dans une comédie musicale |
| - Barry Bostwick – The Robber Bridegroom dans le rôle de Jamie Lockhart - Robert Guillaume – Blanches colombes et vilains messieurs dans le rôle de Nathan Detroit - Raúl Juliá – L'Opéra de quat'sous dans le rôle de Macheath - Reid Shelton – Annie dans le rôle d'Oliver Warbucks | - Dorothy Loudon – Annie dans le rôle de Miss Hannigan - Clamma Dale – Porgy and Bess dans le rôle de Bess - Ernestine Jackson – Blanches colombes et vilains messieurs dans le rôle de Sarah Brown - Andrea McArdle – Annie dans le rôle d'Annie                                                    |
| Meilleur acteur de second rôle dans une pièce | Meilleure actrice de second rôle dans une pièce |
| - Jonathan Pryce – Comedians dans le rôle de Gethin Price - Bob Dishy – Sly Fox dans le rôle d'Abner Truckle - Joe Fields – The Basic Training of Pavlo Hummel dans le rôle de First Sergeant Tower - Laurence Luckinbill – The Shadow Box dans le rôle de Brian                      | - Trazana Beverley – For Colored Girls Who Have Considered Suicide When the Rainbow Is Enuf dans le rôle de Lady in Red - Patricia Elliott – The Shadow Box dans le rôle de Beverly - Rose Gregorio – The Shadow Box dans le rôle d'Agnes - Mary McCarty – Anna Christie dans le rôle de Marthy Owen |
| Meilleur acteur de second rôle dans une comédie musicale | Meilleure actrice de second rôle dans une comédie musicale |
| - Lenny Baker – I Love My Wife dans le rôle d'Alvin - David Kernan – Side by Side by Sondheim - Larry Marshall – Porgy and Bess dans le rôle de Sportin' Life - Ned Sherrin – Side by Side by Sondheim                                                                                | - Delores Hall – Your Arms Too Short to Box with God dans le rôle de plusieurs personnages - Ellen Greene – L'Opéra de quat'sous dans le rôle de Jenny - Millicent Martin – Side by Side by Sondheim - Julia McKenzie – Side by Side by Sondheim                                                     |
| Meilleure mise en scène pour une pièce | Meilleure mise en scène pour une comédie musicale |
| - Gordon Davidson – The Shadow Box - Ulu Grosbard – American Buffalo - Mike Nichols – Comedians - Mike Nichols – Streamers | - Gene Saks – I Love My Wife - Vinnette Carroll – Your Arms Too Short to Box with God - Martin Charnin – Annie - Jack O'Brien – Porgy and Bess |
| Meilleure partition originale | Meilleure chorégraphie |
| - Annie – Charles Strouse (musique) et Martin Charnin (paroles) - Godspell – Stephen Schwartz (musique et paroles) - I Love My Wife – Cy Coleman (musique) et Michael Stewart (paroles) - Happy End – Kurt Weill (musique) et Bertolt Brecht (paroles)                                | - Peter Gennaro – Annie - Talley Beatty – Your Arms Too Short to Box with God - Patricia Birch – Music Is - Onna White – I Love My Wife |
| Meilleurs décors | Meilleurs costumes |
| - David Mitchell – Annie - Santo Loquasto – American Buffalo - Santo Loquasto – La Cerisaie - Robert Randolph – Porgy and Bess | - Theoni V. Aldredge – Annie - Santo Loquasto – La Cerisaie - Theoni V. Aldredge – L'Opéra de quat'sous - Nancy Potts – Porgy and Bess |
| Meilleures lumières | |
| - Jennifer Tipton – La Cerisaie - John Bury – No Man's Land - Pat Collins – L'Opéra de quat'sous - Neil Peter Jampolis – Les Innocents | |

## Autres récompenses
Le Regional Theatre Tony Award a été décerné à Mark Taper Forum. Une récompense fut décernée à Lily Tomlin, Barry Manilow, Diana Ross pour An Evening with Diana Ross, National Theatre For the Deaf et Equity Library Theatre. Le Lawrence Langner Memorial Award for Distinguished Lifetime Achievement in the American Theatre fut décerné à Cheryl Crawford.